# Siegbert Tarrasch

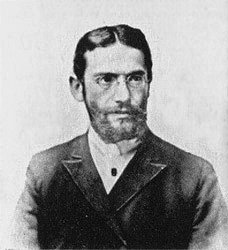
Siegbert Tarrasch

Siegbert Tarrasch (Breslau, 5 maart 1862 - München, 7 februari 1934) was een Duits schaker.
Tarrasch werd geboren met een klompvoet. Hij studeerde geneeskunde en werd arts van beroep. Hij leerde al jong schaken en in 1883 was hij van grootmeesterniveau.
Zijn eerste toernooi was Hamburg 1885, waar de jongeman meteen tweede werd achter Isidor Gunsberg. Het was de start van een carrière die zich al snel afspeelde aan de absolute top van het schaken. Hij speelde zeer regelmatig en zijn spelpeil ging ook stelselmatig omhoog. Hij won de toernooien van Breslau 1889, Manchester, 1890, Dresden 1892 en Leipzig 1894. Hij was zich bewust van zijn sterkte en positie in de schaakwereld en maakte zich langzaam op om Wilhelm Steinitz uit te dagen, maar in dat streven werd hij voorbijgestoken door Emanuel Lasker, die naar Amerika reisde en in 1894 Steinitz versloeg - en nog eens in een rematch in 1896.
Tarrasch won in 1905 een match van Frank James Marshall met 12-5.
Tarrasch legde het accent op de opening: hierbij was snelheid geboden en hij gaf degene die het eerst zijn stukken ontwikkeld had de meeste kansen. Hij bleef lange tijd wereldtop, maar tegen Emanuel Lasker was hij niet opgewassen: in 1908 speelde hij tegen Lasker een match om het WK. Lasker won duidelijk met 10½-5½, na een 5½-1½ tussenstand.
Zijn laatste toernooi was Bad Kissingen in 1928, maar de grote oude man van het schaken kon enkel dankzij de aanwezigheid van Jacques Mieses de laatste plaats ontlopen. Zijn score van 4/11 was opgebouwd uit enkel remises; hij verloor van winnaar Bogoljubow, Nimzowitsch en Richard Reti (die nog voor Tarrasch zou overlijden, in 1929).
Zijn eerste boek was "300 Schachpartien", waarin hij zijn eigen opgang van "gewone schaker" tot meesterniveau weergeeft aan de hand van 300 partijen tegen steeds sterkere tegenstand. Tarrasch schreef ook "Die moderne Schachpartie" (1916), een beschrijving van 224 van zijn partijen. Hij was de grondlegger van de Duitse school en Wolfgang Unzicker was een van zijn volgelingen.
Siegbert Tarrasch heeft zeer veel theorie van de openingen nagelaten, waaronder de Tarraschverdediging in het geweigerd damegambiet (diagram) en het Tarraschgambiet.